# Volvella
La volvella, termine che deriva dal latino medievale, è costituita da uno o più dischi membranacei o di carta, sagomati e sovrapposti, e fissati alla pagina sottostante attraverso un perno (una stringa o un rivetto), che consente la libera e indipendente rotazione di ciascun disco intorno all'asse centrale.

Volvelle di Kaspar Peucer (1525-1602), estratta da "Elementa doctrinæ de circulis cœlestibus, et primo motu, recognita et correcta. Autore Casparo Peucero.,"

Talvolta il punto di fissaggio del perno o il nodo della stringa sono coperti da una piccola calotta, con funzioni decorative, fissata con una punta di colla sulla pagina sottostante. Le forme, le dimensioni, i materiali usati, i contesti e la frequenza d'uso delle volvella possono essere molto variabili, tanto da averne condizionato la loro sopravvivenza nel tempo o tabella rotella è un tipo di diapositiva, una costruzione di carta con parti rotanti.
Il gruppo rock Led Zeppelin ha utilizzato una volvella nel design della cover per l'album Led Zeppelin III (1970).